# Esterházy-kastély (Kismarton)
A kismartoni Esterházy-kastély egykor magyarországi főúri lakhely volt, mely jelenleg az ausztriai Burgenland tartomány fővárosának, Eisenstadtnak (Kismarton) a jelképe. A barokk kastély kialakítása Esterházy Pál nádor megbízásából 1663–1672 között történt a 15. századból fennmaradt alapokra. Később II. Esterházy Miklós herceg 1797–1805 között átépíttette, Charles Moreau építész tervei alapján épült ki a jelenlegi neoklasszicista stílusú kastély. A Bécstől pusztán 60 km-re fekvő Esterházy-kastély vendégei között főurak, uralkodók voltak, valamint Joseph Haydn alkotói tevékenységének egyik fő helyszíne is volt. A több mint 300 éven át az Esterházy család birtokában álló kastély az 1990-es évek első felében alapított Esterházy Magánalapítvány tulajdonába került.

## Története

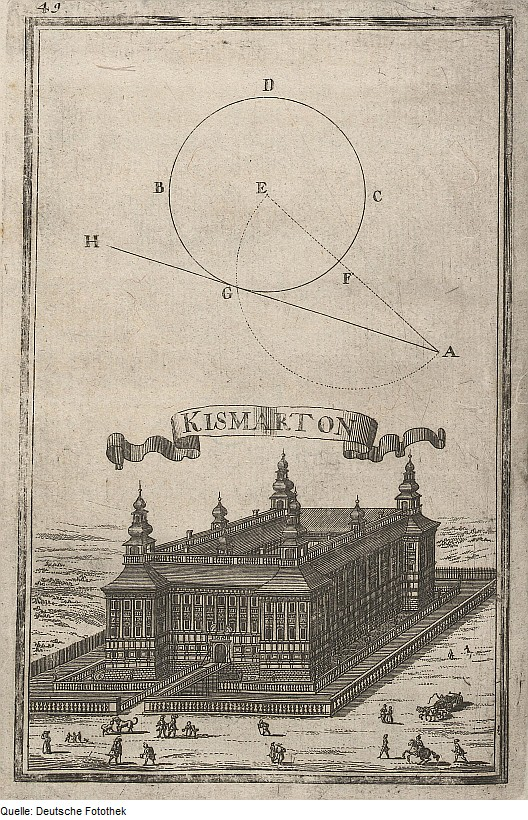
A kismartoni Esterházy-kastély 1698-ban

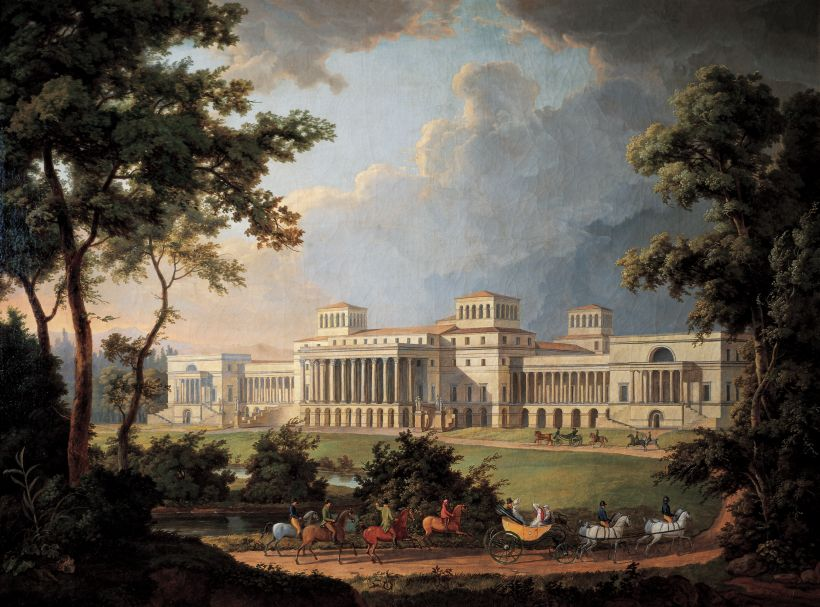
Az Esterházy-kastély tervezett, de végül meg nem épített kerti homlokzata, (Albert Christoph Dies olajfestménye, 1812)

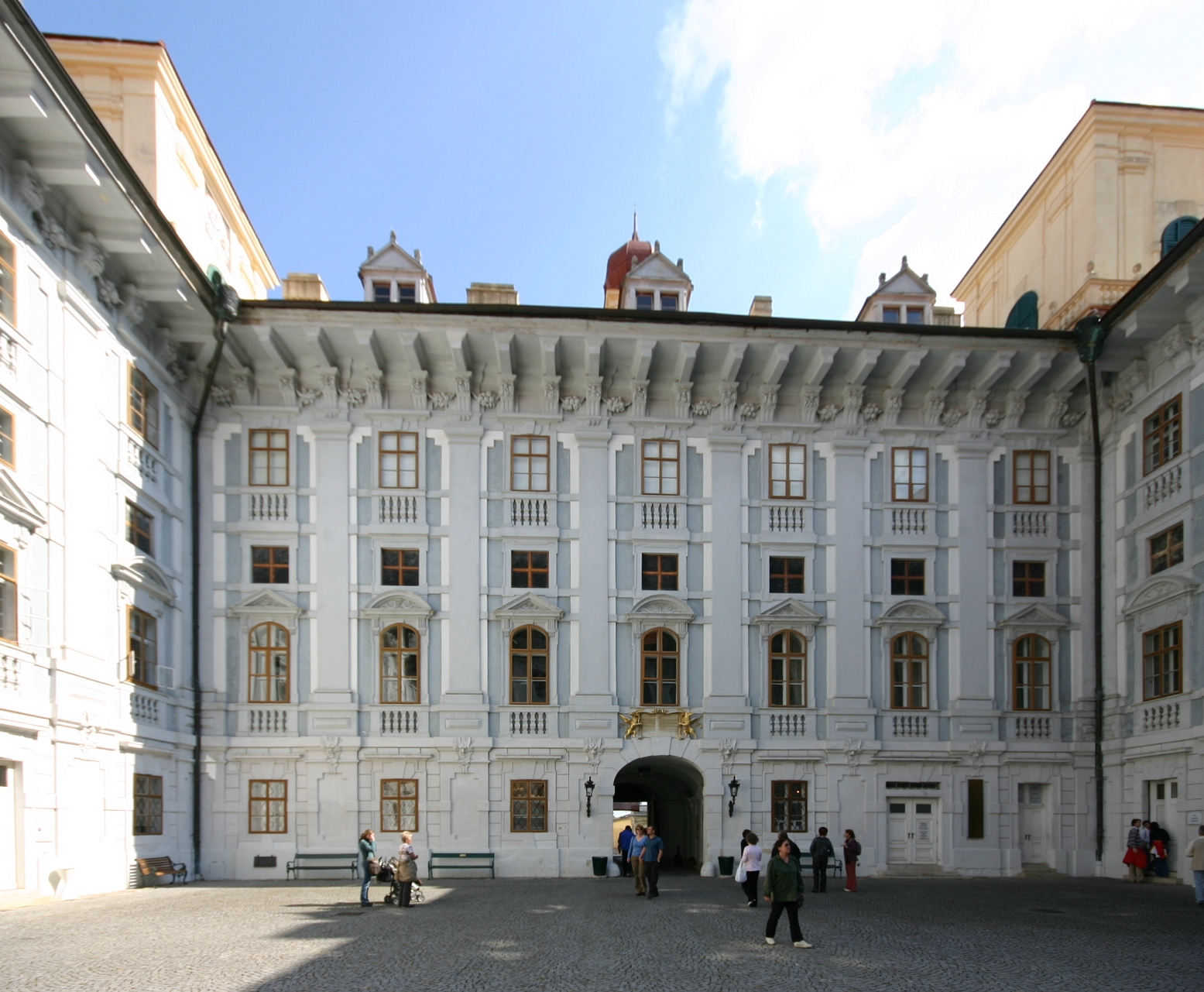
Az Esterházy-kastély belső udvara

A mai kastély helyén egykor gótikus vár állt, ennek eredete egészen a 13. századra nyúlik vissza. Akkori birtokosa, a Gutkeled nemzetség, számos nyugat-magyarországi birtokkal rendelkezett. 1364-ben a Kanizsai család tulajdonába került, ekkor nagymérvű építkezés során vízivárrá fejlesztették és I. Lajos magyar király engedélyével védőfallal vetették körül a várat és Kismartont, a fallal körülvett területen belül állt a vár is.
Ezt követően 1445-ben a Kanizsai család egykori vára, valamint az egész város a Habsburgok birtokába jutott, akik húsz éven át, 1464-ig birtokolták, ebben az időszakban a várépületben nem történt semmilyen módosítás. Végül III. Frigyes császár és Mátyás király között megkötött bécsújhelyi béke értelmében Kismarton városa egész Nyugat-Magyarországgal együtt, beleértve a jelenlegi Burgenlandot is, visszakerült a Magyar Királysághoz.
A vár az Esterházy családhoz csereobjektumként került 1622-ben. Az 1621 decemberében II. Ferdinánd és Bethlen Gábor erdélyi fejedelem között megkötött nikolsburgi béke alapján az Esterházy család birtokolta munkácsi várat átengedték Bethlen Gábornak. Pár nappal később pedig, 1622 januárjában a későbbi Esterházy-dinasztia alapítója, a Habsburg-párti Esterházy Miklós nádor 500 000 rajnai forint ellenében Fraknót, Kismartont „királyi adományként” kapta meg II. Ferdinándtól, majd 1648-ban Esterházy Miklós örökösei, Esterházy László, Pál és Ferenc további 65 000 rajnai forintot fizettek immár III. Ferdinándnak, aki cserébe lemondott a területek feletti királyi jogairól.
A később már hercegi címmel is rendelkező I. Esterházy Pál galántai gróf – szintén nádori tisztséget is viselve – bátyjának, Lászlónak halála után a várat 1663–1672 között barokk kastéllyá alakíttatta át. Az építészeti terv Filiberto Luchese koncepciója volt, az építkezés irányításával Carlo Martino Carlonét bízták meg, aki feltételezhetően tovább adta azt más mestereknek. A még mindig szükséges későbbi munkálatokat az 1683-as második török ostrom félbeszakította. 1695-ben a kastély az I. Esterházy Pál nádor által alapított hitbizomány része lett, így elidegenítési tilalom védte az Esterházy tulajdont, mely hamarosan a hercegi rangra emelkedett Esterházy család egyik fő rezidenciája maradt 300 éven át.
A 18. század folyamán a kastélyt kívülről alig változtatták meg. A legtöbb átalakítás inkább csak a belső tereket érintette. A Császárkőbányából származó kemény kő szállítása után 1745/1746-ban végezték el a várárok feletti kőhíd építését, majd 1761-ben Johann Michael Stickner mester által az ugyaninnen származó kő felhasználásával jutott a kastély új főlépcsőhöz. 1790-1794 között épültek meg a kastéllyal szemben álló, fogatoknak is helyt adó istállók és a hercegi főőrség épülete.
II. Esterházy Miklós herceg alatt, a 19. század elején (1805–1815) az épületet Charles de Moreau építész tervei alapján neoklasszicista kastéllyá építette újjá Karl Ehrmann építészmester. Ekkor töltötték fel a várárkot. Moreau tervei alapján kettős korinthoszi oszlopsoron nyugvó tetővel fedett bejáratot építettek a kastély északi homlokzatához, melyhez mindkét oldalon felhajtó csatlakozott. A munkálatokat azonban Kismartonnak a napóleoni csapatok általi megszállása miatt le kellett állítani. Az építkezést később sem tudták folytatni az Esterházyaknak a napóleoni háborúk okozta pénzügyi terhei miatt. Így jelenleg csak a hercegi rezidencia középső része áll, melyet Moreau valójában több mint kétszer akkorára tervezett. A 19. század végén jelentős felújításokat hajtottak végre, ám ez a kastély külső kialakítását nem érintette.

### Neves vendégek
A kismartoni kastély vendégei között számtalan történelmi személyiséget lehet megemlíteni. Talán csak a legjelentősebbek közülük: Zsigmond király 1392-ben, I. Lipót császár 1618-ban, Mária Terézia 1742-ben volt a kastély birtokosainak vendége. 1800-ban Nelson admirális tartózkodott itt, 1807 szeptemberében Beethoven saját C-dúr miséje előadása kapcsán, Ferenc József pedig 1881-ben.

## A kastély leírása

### Haydn-terem

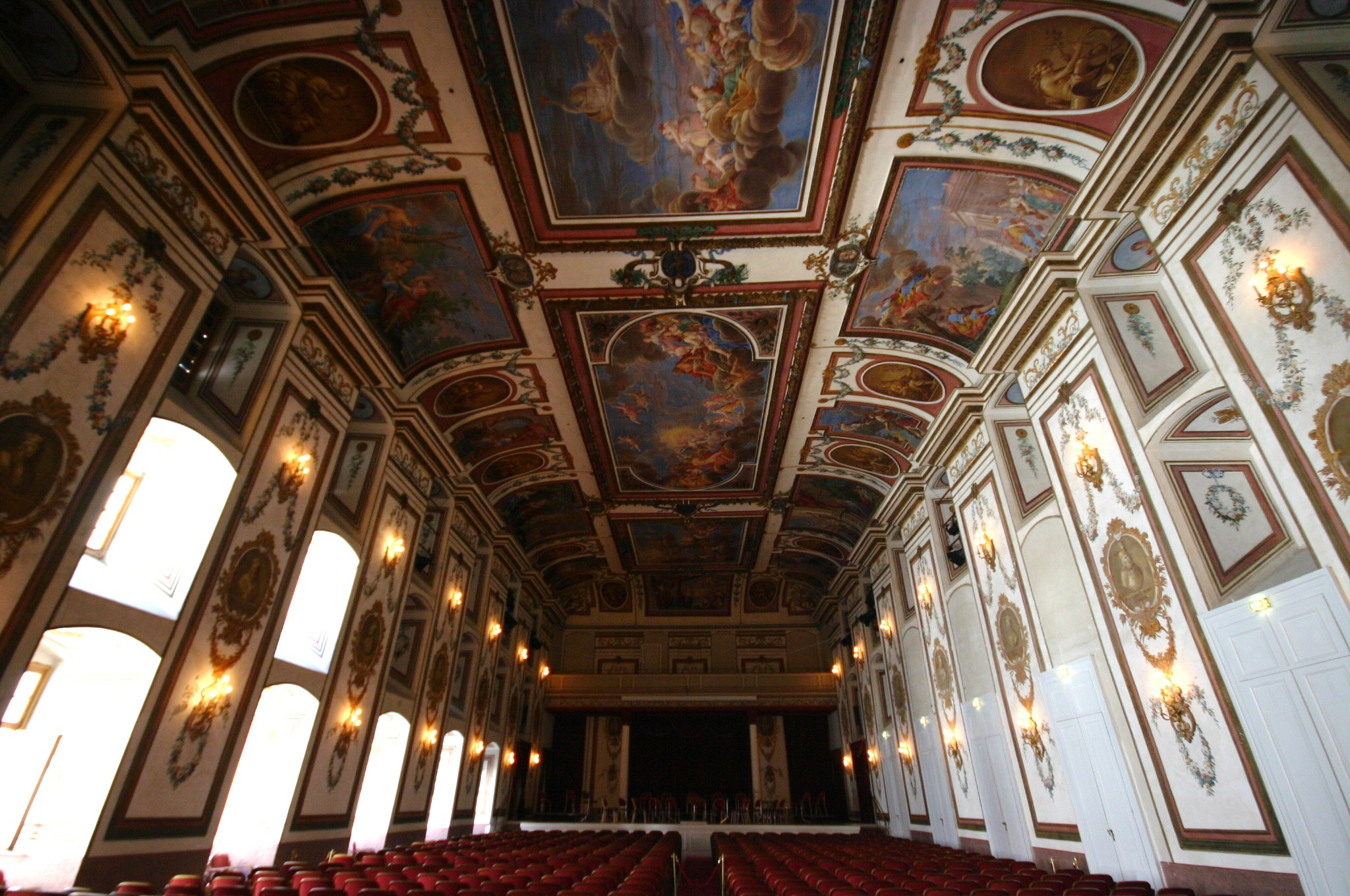
A Haydn-terem az Esterházy-kastélyban

A kastély három emelet magasságú történelmi báltermét, vagy dísztermét jelenleg Haydn-terem néven ismerik Joseph Haydn tiszteletére, aki több mint negyven éven át négy herceget (II. Esterházy Pál, I. Miklós, I. Antal, II. Miklós) szolgált kapellmeisterként és zeneszerzőként a hercegi udvarban, ebben az időszakban több száz zeneművet komponált az udvar alkalmi előadásaira. A termet ma gyakran koncertteremként is használják.
A díszterem eredeti kialakítása az 1663–1672 közötti barokk kastély átépítése nyomán I. Pál herceg elképzelését követi, eredetileg a terem két rövidebb oldalán elhelyezett márványkutakat Ádám és Éva szobra díszítette. Majd a 18. század végén jelentős mértékben átalakították a kastély klasszicista átépítése során. Ekkor a parkra nyíló ablakok helyett ajtókat nyitottak falba, és a park irányába egy további teremmel és a terem előtt elhelyezett oszlopcsarnokkal bővítették az épületet. A díszteremben lévő kutakat eltávolították, ahol áttörték a falat a majdani kastélybővítéshez, azonban az ide tervezett két épületszárny nem épült meg soha. Az átépítés során Carpoforo Tencalla barokk festményei közül csak a mennyezeti festményeket hagyták meg. A falak felső részén az egykori magyar hódítások allegorikus képei, ill. a Heszperidákról szóló monda, valamint Ámor és Psziché történetének jelenetei láthatók. A falakat domborműszerű grisaille technikával festett virágfüzérek és Friedrich Rohde által festett magyar királyi portrék díszítik.

### Kastélykápolna
A kismartoni kastély főépületének kápolnáját a 17. században I. Esterházy Pál idejében alakították ki és Széchényi György érsek szentelte fel 1660-ban. Egy különös relikvia található a keleti oltáron, Szent Konstantin katakombaszent relikviái üvegkoporsóban, melyeket XI. Ince pápa 1685-ben ajándékozott I. Esterházy Pál hercegnek. Hercegnői privát oratóriumot is kialakítottak itt, melynek falnyílásán keresztül a hercegné közvetlenül a kastélykápolna oltárát láthatta, így észrevétlenül vehetett részt az istentiszteleten. A kápolnát már a 17. századtól használták egyházzenei művek bemutatására, 1674-től új orgonát is kapott, 1823–24-ben a bécsi orgonakészítő, Christoph Erler megnagyobbította a hangszert, melyet 1880-ban építették át utoljára. A kastélykápolna Joseph Haydn zenei tevékenységének is egyik fontos helyszíne volt, II. Esterházy Miklós több mise komponálásával is megbízta Haydnt, felesége, Maria Josefa Hermenegilde von Liechtenstein névnapjai alkalmából.
Valószínűleg II. Esterházy Miklós eredetileg hitvese névnapi ünnepére rendelt Missa in angustiis miséjét is előadták itt, mely később kapta a Nelson-mise elnevezést.

### Kastélypark

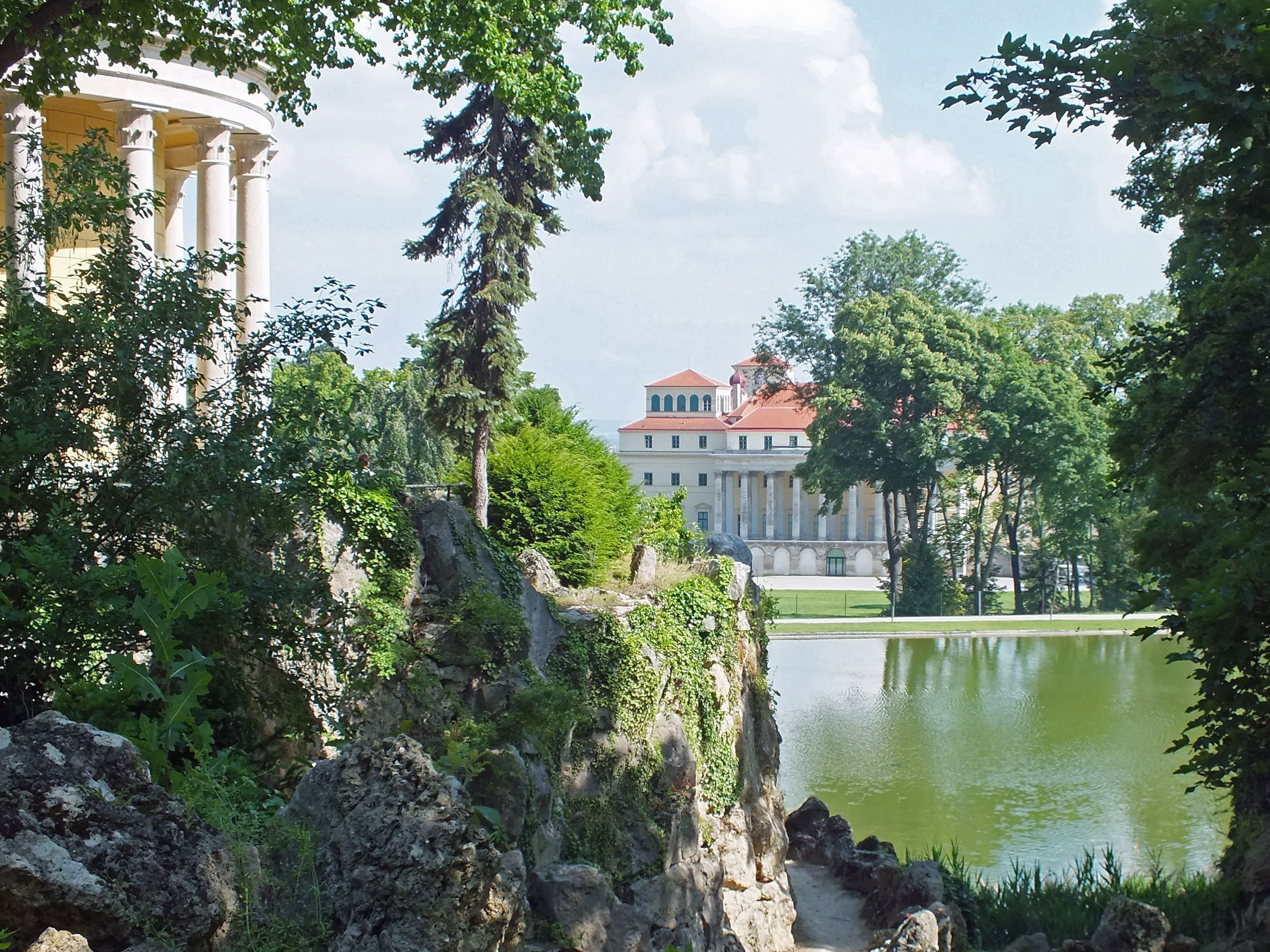
Leopoldina-templomtól nézve a kastély főépületének északi homlokzata

A kastélytól keletre és északra fekvő virág és konyhakert a 18. században még barokk stílusú volt, majd a 19. század elején további földterület megszerzését követően Moreau az akkor divatos tágas angolkertté alakította át a kastély felújításának részeként. A kastély parkja egyike Európa legszebb kertjeinek. Több tó vize csillog a parkban, s van egy pálmaháza is. A 19. század első felében elkészült reprezentatív jellegű pálmaház Schönbrunn mellett az egyik legnagyobb és legmodernebb üvegháznak számított. A parkban egy mesterséges sziklás dombon áll a Leopoldina-templom, benne Esterházy Mária Leopoldina hercegnő szobrával, Antonio Canova alkotása. Az igen ritka fapopulációjú, szakértők által gondosan helyreállított parkban a növényeket információs panelekkel látták el. A park Ausztria egyik legfontosabb kertészeti, építészeti műemléke és így műemlékvédelem alatt áll.

### Kastélyhoz tartozó további épületek
A főépületen kívül további építmények is tartoznak a kastélyhoz: a pálmaház, egy gloriette, azaz a Leopoldina-templom, benne Esterházy Leoplodina carrarai márványból faragott szobrával, valamint a fogatoknak is helyt adó egykori istállók és a hercegi főőrség épülete.

## Jelenleg
A kastély 300 éven át az Esterházy család birtokában maradt. Bár a 20. század elején Ausztriában is megszüntették a hitbizomány intézményét, de a hitbizományi birtokosnál maradhatott a hitbizományi vagyon, így a kastély tulajdonosa V. Esterházy Pál lett. 1989-ben bekövetkezett halála után özvegye, Esterházy Melinda, azaz Ottrubay Melinda balett-táncosnő a herceg örököseként a kastélyt az általa alapított Esterházy Magánalapítványnak adományozta az 1990-es években.  
A második világháború után, a szovjet megszállás idején 10 évre a kastélyban helyezték el a burgenlandi tartományi kormány hivatalát. A pompás berendezés javát, minthogy az épületben tartományi hivatal is székelt, Fraknó várába szállították. 1969 után a kastélyrészt a burgenlandi tartományi hivatal immár bérelte, ennek fenntartásáról egy állami tulajdonú üzemeltető cég gondoskodott. Ez a bérleti szerződés, mely kiterjedt felújítási és átalakítási munkákat is tartalmazhatott volna, 2009. december 30-án ért véget, mivel Ausztria nem volt hajlandó pénzügyi hozzájárulást nyújtani az Esterházy Magánalapítvány ambiciózus bővítési terveihez.
A Christiann Jabomegg és Pálffy András által 2007-ben elnyert pályázat terveiben egy további kiállítási teret szándékoztak kialakítani a kastély és a szomszédos óváros közötti szabad területen. A kastély 2010-től az Esterházy Magánalapítvány kulturális központjává vált.
Jelenleg a kastély múzeumként is működik, megtekinthetők benne a Haydn-terem, a hercegi, hercegnői lakosztályok, a kínai szalon, a kápolna, a kastély 500 éves pincéjében kialakított bormúzeum, a kastélypark és a hozzátartozó épületek. 2009-ben, Haydn halálának 200 éves évfordulója alkalmából a zeneszerző emlékére két kiállítást is rendeztek a kastélyban. A kismartoni Esterházy-kastély az 1986 és 2018 között megrendezésre került burgenlandi Haydn Ünnepi Játékok helyszíne is volt.

## Galéria

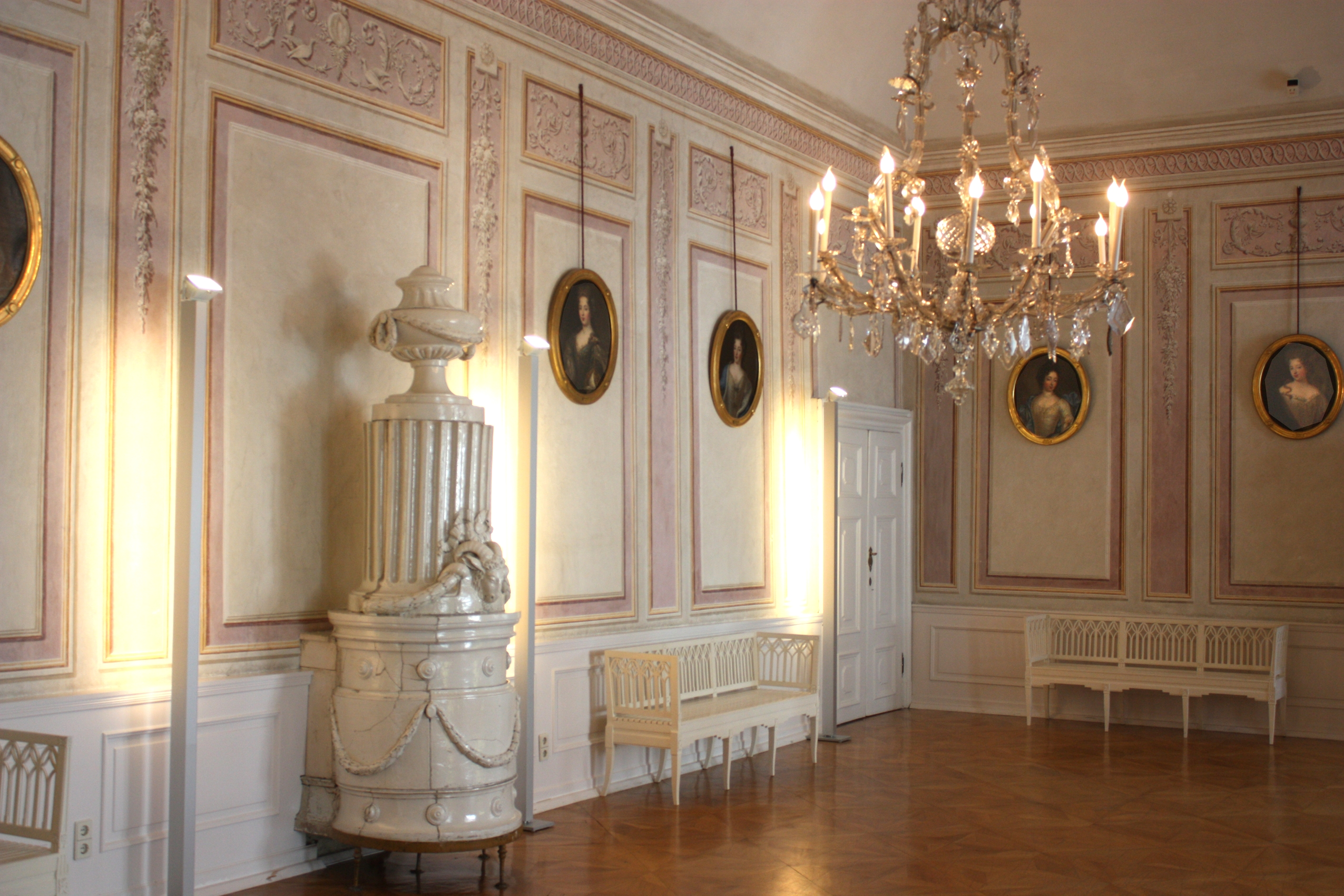
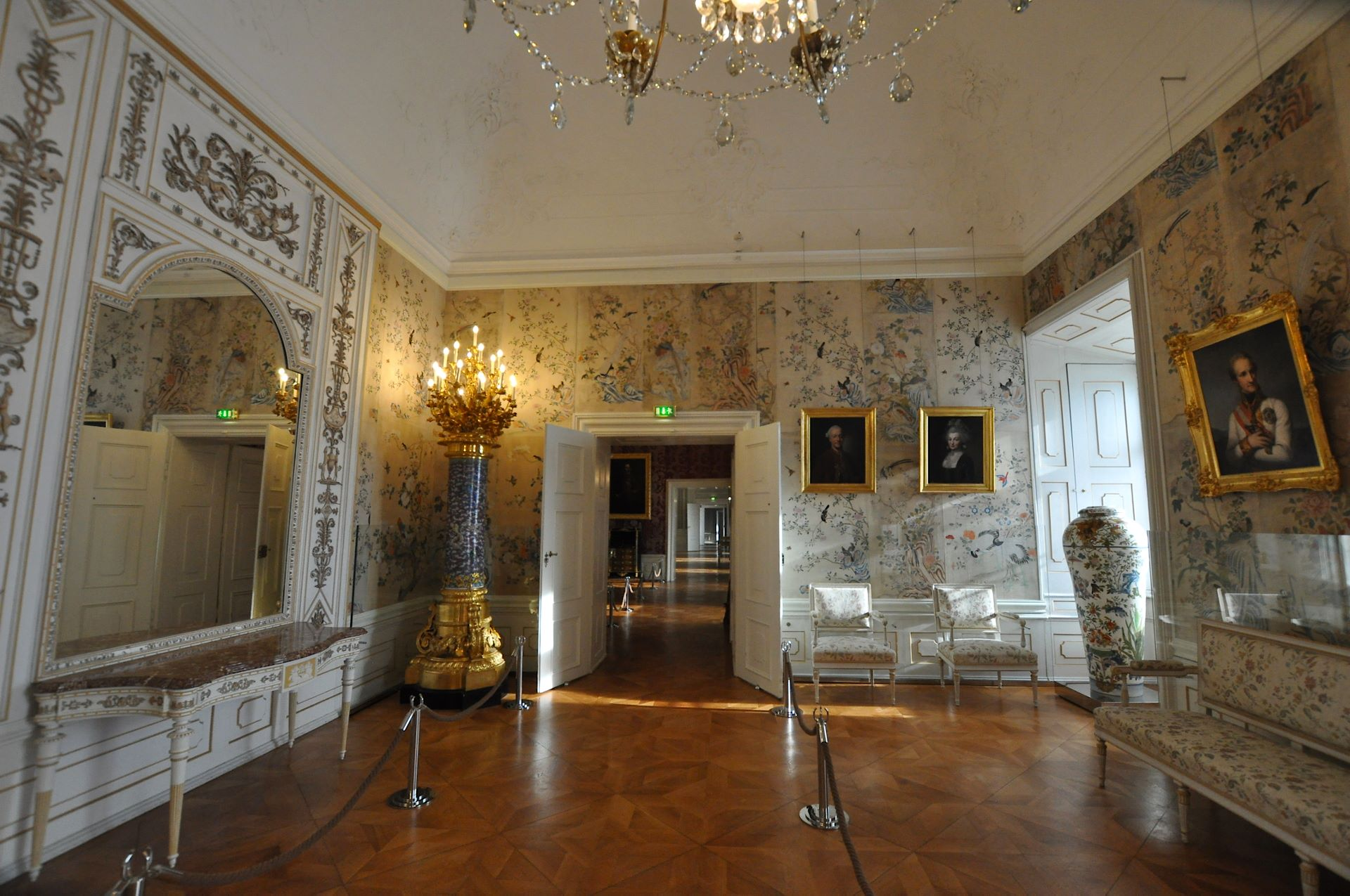
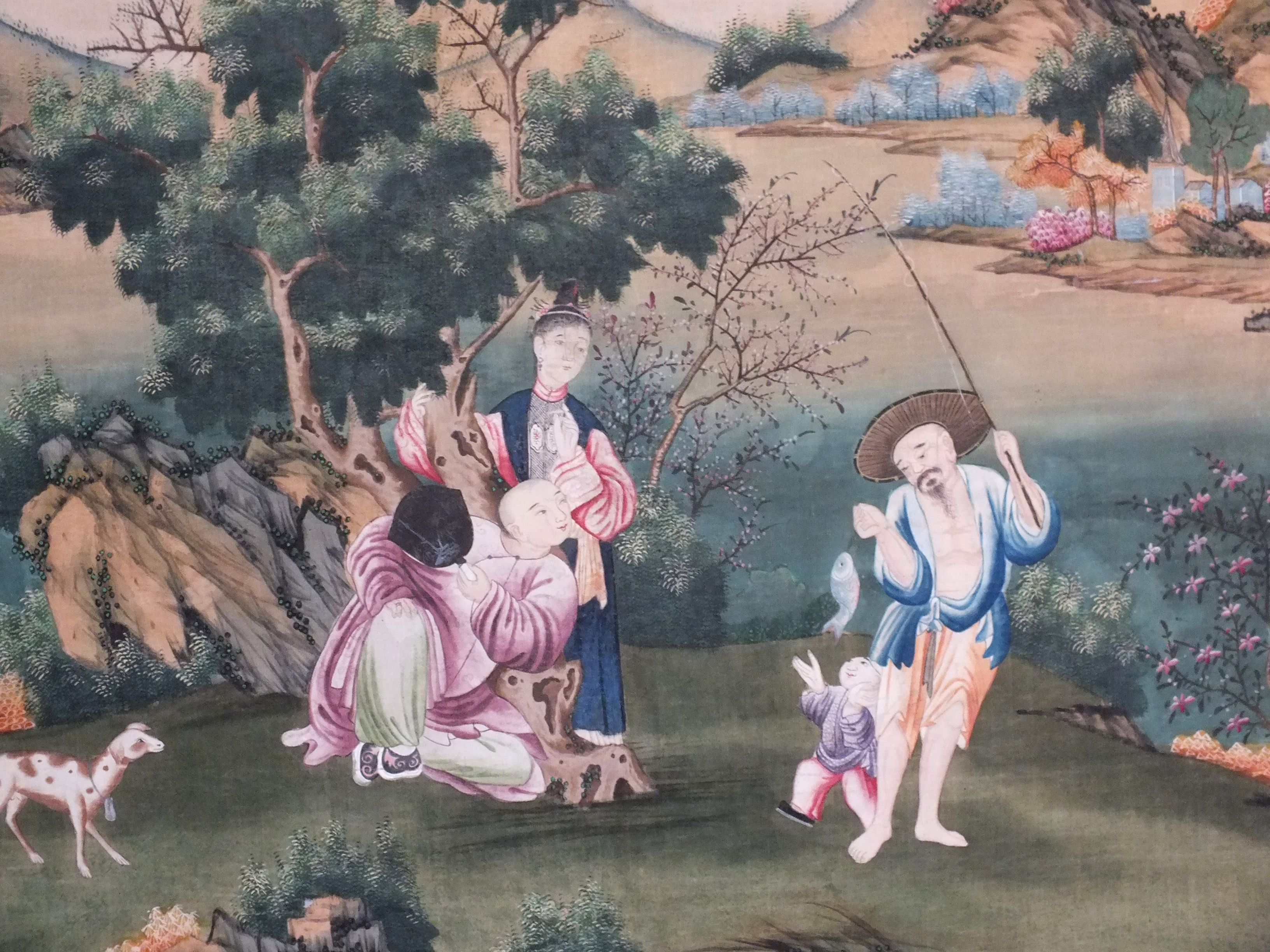
Kínai szalon tapétái
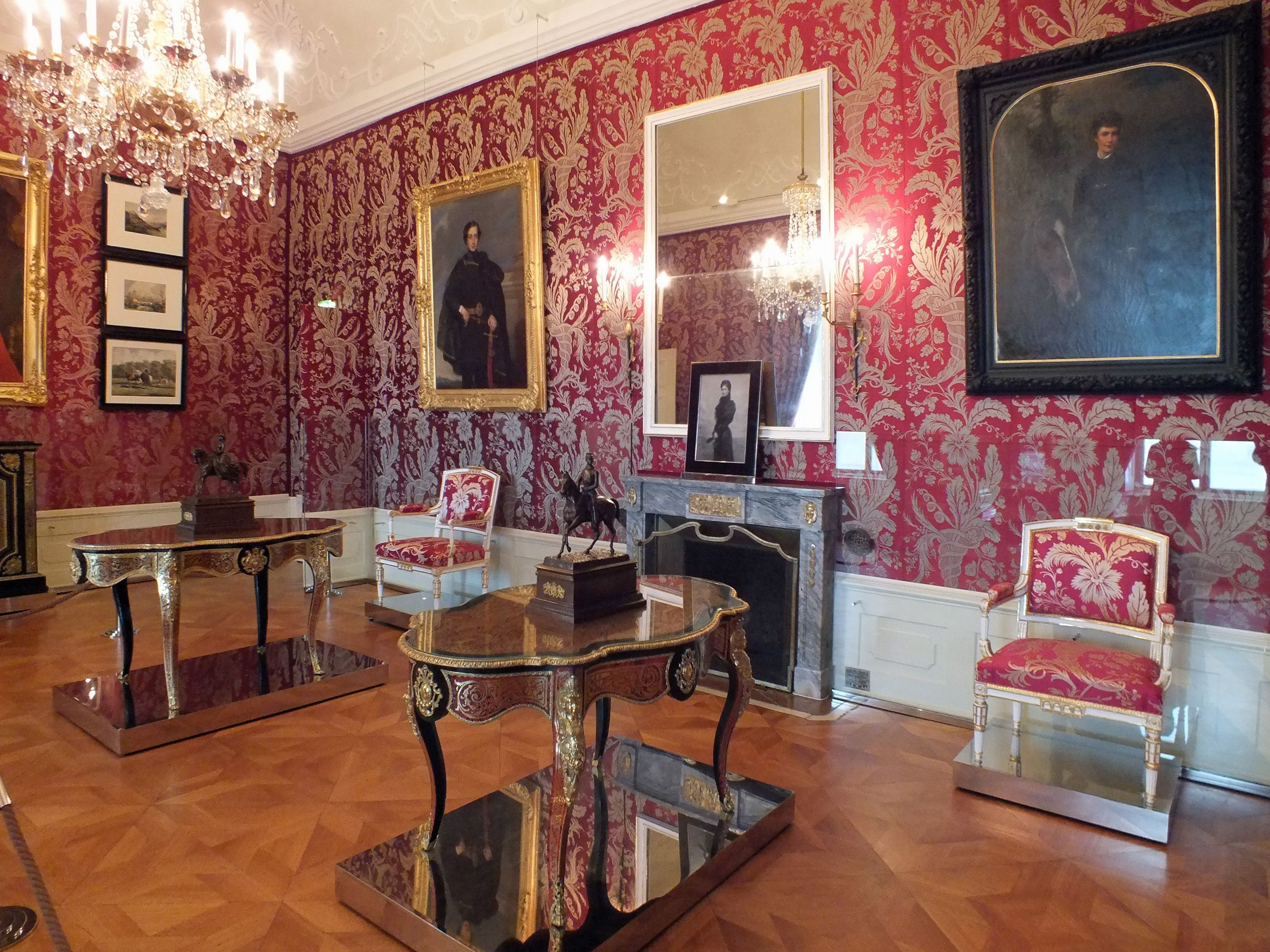
Vörös szalon
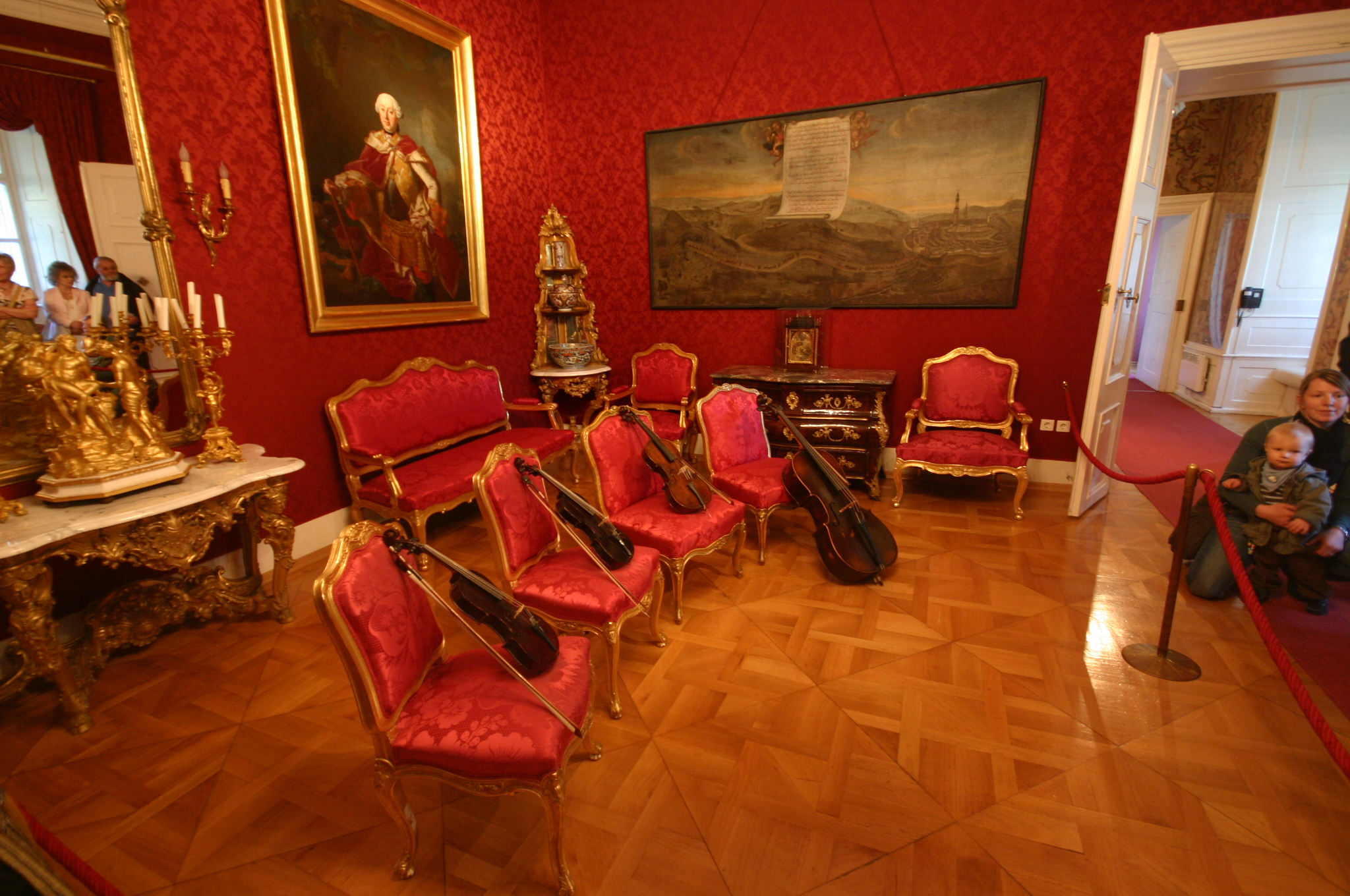

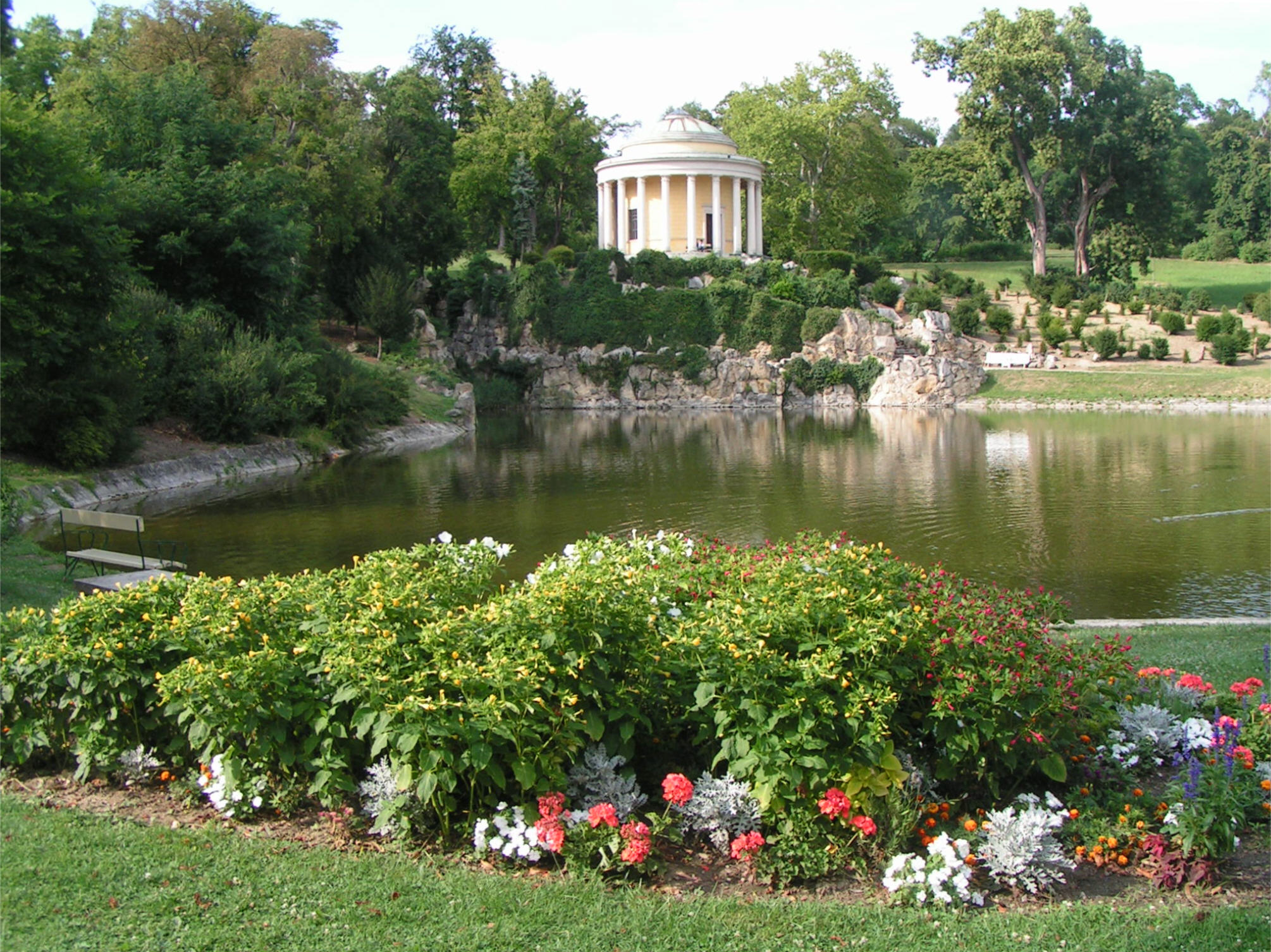
Leopoldina-templom (gloriette) és a kastélypark
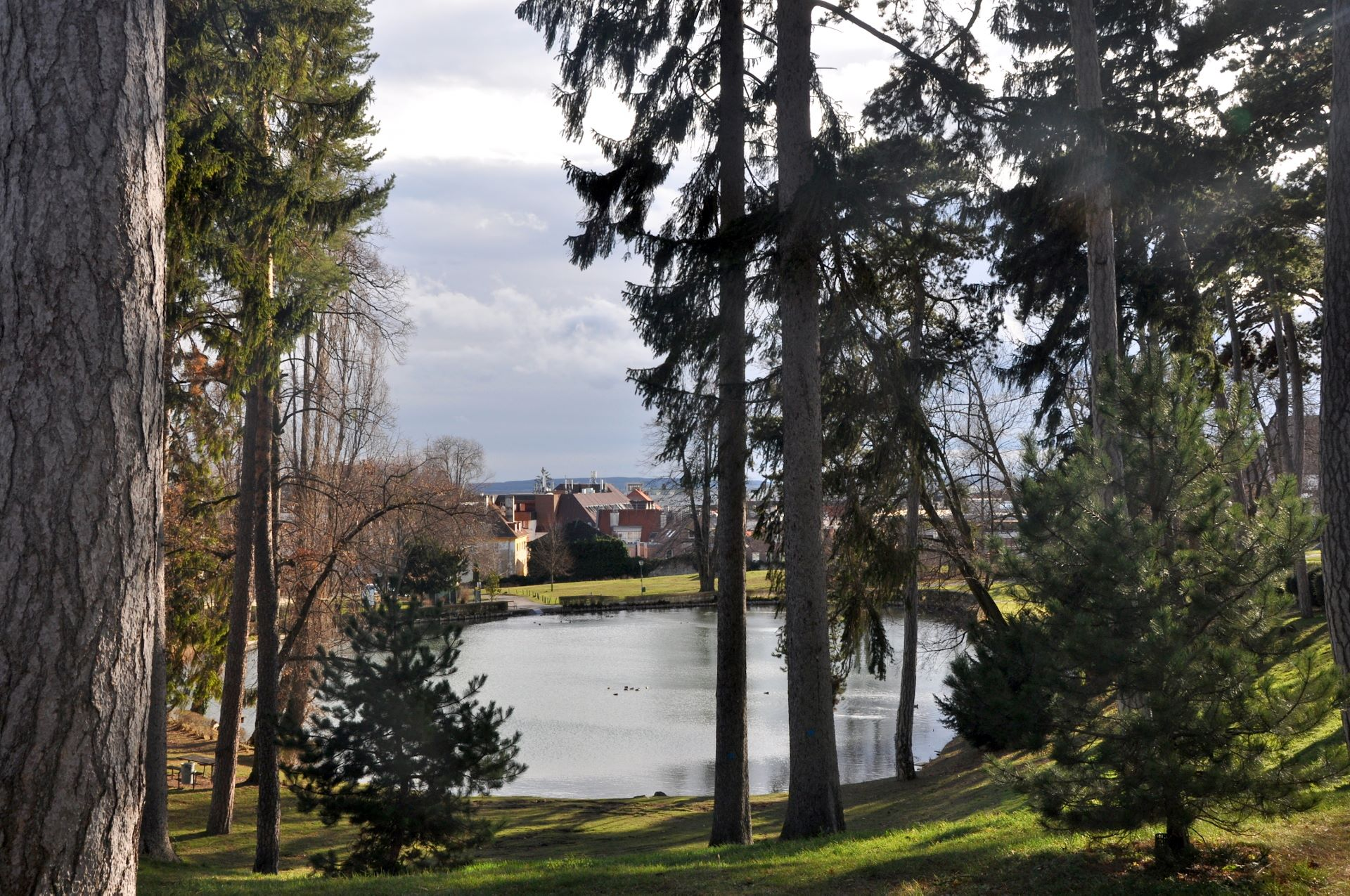
A kastélypark egyik tava
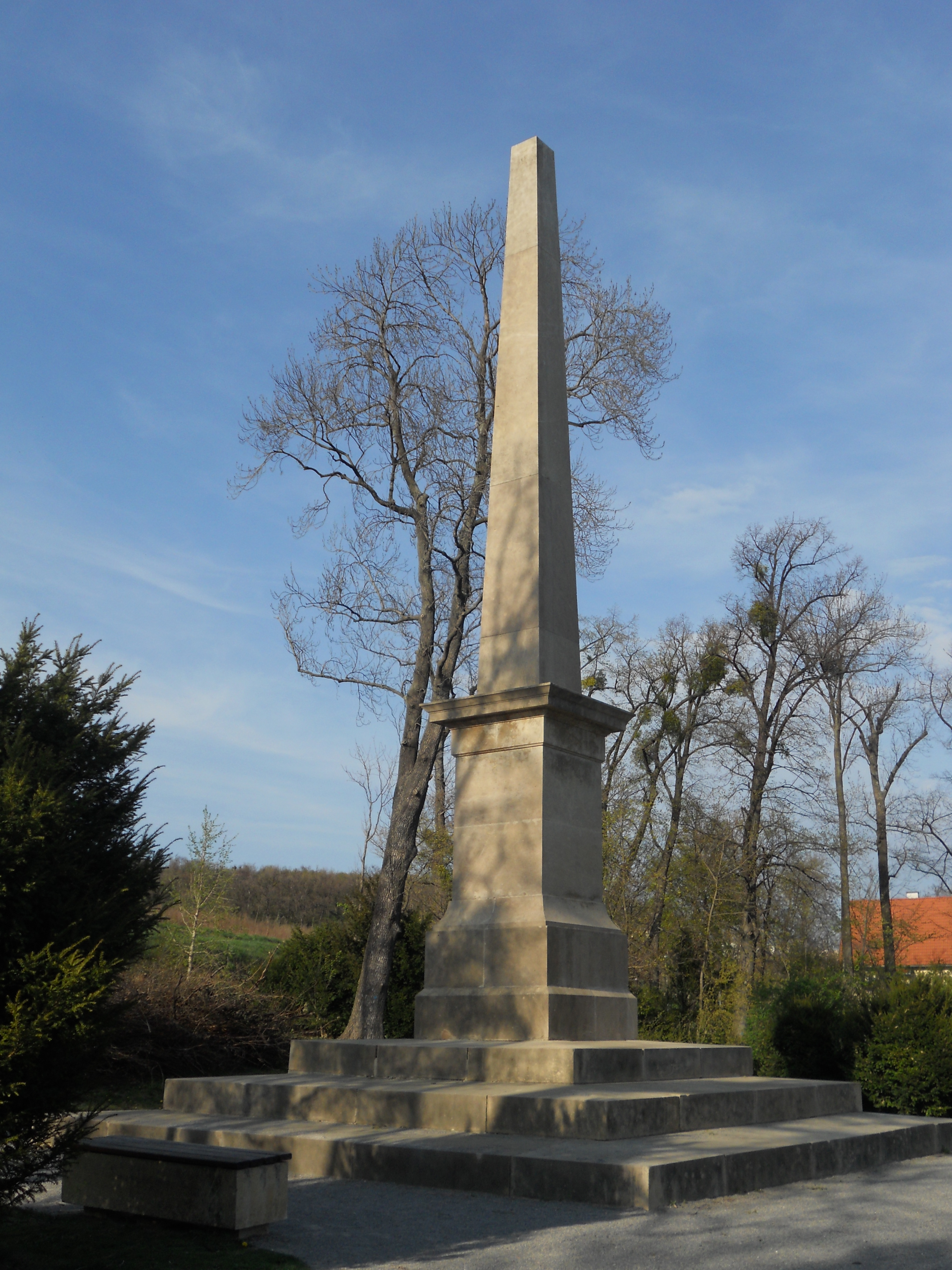
Obeliszk a parkban
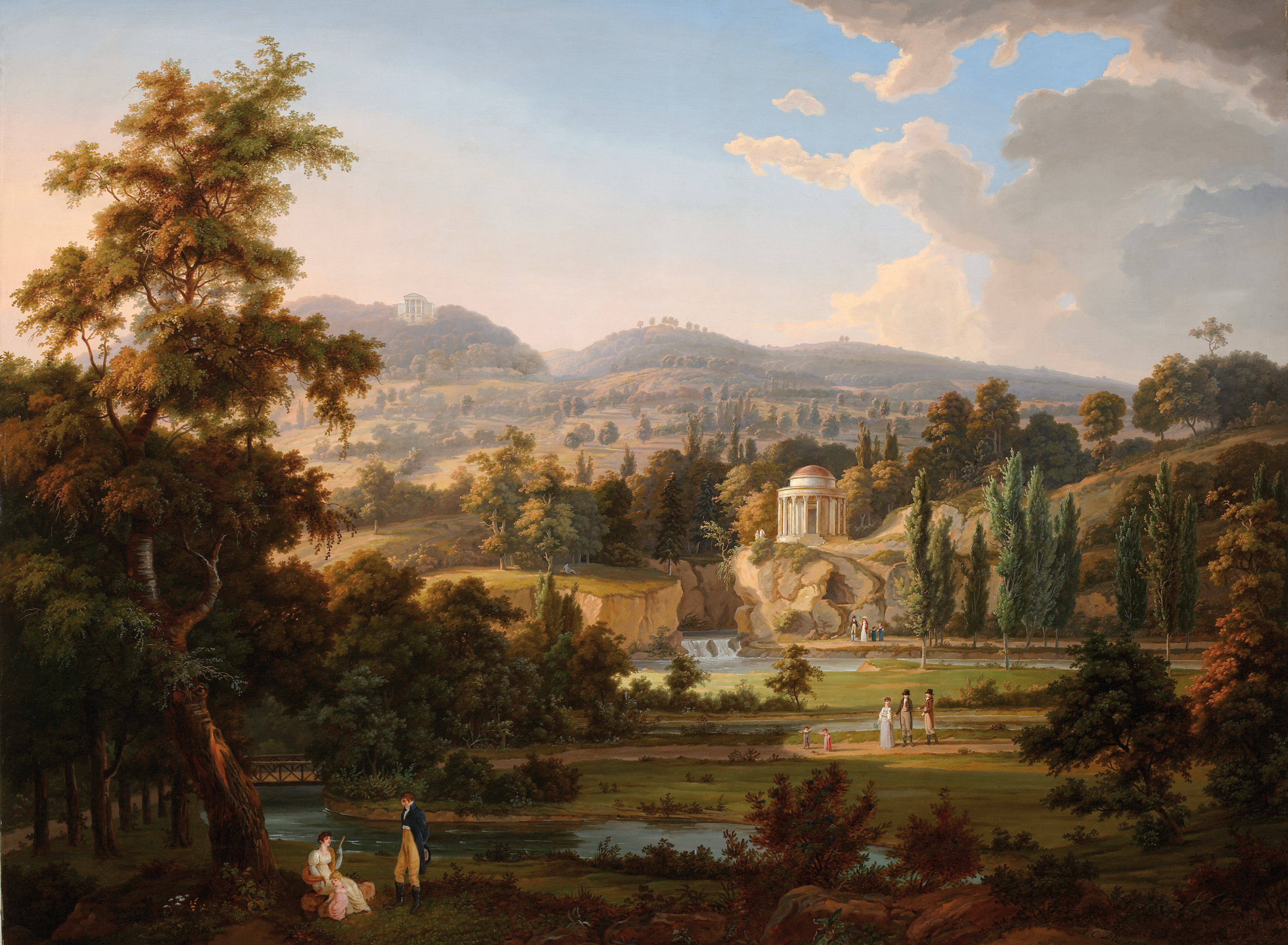
A kastélypark 1807-ben Albert Christoph Dies olajfestménye

## További információ
- Margit Kopp: Az Esterházy hercegek világa, múzeumi füzet a kastélyvezetéshez. Esterházy Magánalapítvány, 2016